# Jan Kasper Pierszyński
Jan Kasper Pierszyński también como Jan Kasper Pyrszyński y Casparo Joanni Pierszynski (¿?, 1718-  Leszno, 19 de septiembre de 1758) fue un organista, cantor, copista y maestro de capilla polaco compositor de música sacra del Barroco.
La importancia de Pierszyński está en que es uno de los primeros compositores en los que se observan los patrones rítmicos de la polonesa hacia 1720, junto con otros compositores polacos como Jacek Szczurowski y Policki.

## Vida
De 1740 hasta su fallecimiento en 1758, fue organista y maestro de capilla orquesta de la iglesia parroquial de Leszno, cuando la ciudad era propiedad del conde Aleksander Józef Sułkowski, a quien el rey Estanislao I Leszczynski la había transferido en 1738. El maestro Pierszyński firmaba con dos grafías distintas: Pierszyński y Pyrszyński. 
La nota sobre su fallecimiento en el Liber Mortuorum dice lo siguiente:

Lesna. A-o Dni 1758. Die 19 – na Mensis Septembris obiit Famatus Gasparus Pirszczyński. Cantor et Organarius ad Ecclesiam Parochialem Lesnensem per annos 18. Omnibus Sacramentis munitus annorum vitae suae 40. Sepultus in Coemeterio Magno.
Leszno. En el año del señor, el 19 de septiembre de 1758 falleció el famoso Gasparus Pirszczyński. Cantor y organista de la parroquia de Leszno durante 18 años. Protegido por todos los Sacramentos durante 40 años de su vida. Sepultado en el Gran Cementerio.
op. cit. Rocznik Muzykologiczny (1935)

Era familia del padre Wawrzyniec Pierszyński, protector de los músicos, monaguillo y promotor de la hermandad del rosario en la iglesia parroquial de Grodzisk Wielkopolski.

## Obra
Hasta el estallido de la Segunda Guerra Mundial solo se conocían dos de sus composiciones, conservadas en manuscritos en la Colección de Arte del Estado en el Castillo de Varsovia. Eran el Sepulto Domino y un  Magnificat, hoy perdidos.
Cinco composiciones suyas han llegado hasta nuestros días. Toda la obra manuscrita de Pierszyński que conocemos actualmente es música sacra vocal-instrumental, algunas composiciones propias originales de Pierszyński, otras son obras de otros compositores, copiadas por el cantor de Leszno. Además, una de las misas de Pierszyński (en la mayor) existe hoy en dos versiones: en el manuscrito del autor y en una copia realizada por al menos otros tres copistas. También hay una Misa Pastoral conservada en el manuscrito de otro copista, pero está incompleta (sin partes instrumentales). Entre las obras de otros compositores copiadas por Pierszyński se encuentran las de Letanías de Johann Adolf Hasse.
El trabajo de Jan Kacper Pierszyński fue recordado durante el festival Leszno Barok Plus organizado en 2016 en Leszno.

## Composiciones
- Misa en la mayor;
- Misa en re mayor;
- Misa en re mayor "Pastoral"[8]
- Magníficat (perdido);
- Sepulto Domino (perdido).

## Obras de otros compositores copiadas por Pierszyński
- Johann Adolf Hasse Letanía en sol mayor;
- Teodor Wollmann Misa en re mayor (Pastoral);
- Anónimo, Letanía en re mayor.